# Metacomunitat
Una metacomunitat ecològica és un conjunt de comunitats connectades mitjançant la dispersió de les espècies constituents, les quals potencialment mantenen múltiples interaccions entre elles. El terme es deriva del camp de l'ecologia de comunitats, la qual estudia principalment els patrons de distribució i abundància de les espècies, i les seues interaccions.
Hi ha quatre marcs teòrics, o temes unificadors, que descriuen els mecanismes específics útils per predir determinats patrons de les comunitats reals. Aquests són els marcs de la dinàmica de pedaços, l'ordenament d'espècies, la dinàmica font-embornal (o efectes de massa) i el model neutre. La dinàmica de pedaços descriu la composició d'espècies entre fragments múltiples idèntics, tals com illes, i emfasitza els compromisos entre la colonització i la competència. Els models d'ordenament d'espècies descriuen la variació d'abundància i composició d'espècies dins la metacomunitat com causada per les respostes de cada espècie individual a l'heterogeneïtat ambiental, de manera que certes condicions locals poden afavorir a algunes espècie però no altres. Aquest model representa les teories clàssiques centrades en el nínxol de G. Evelyn Hutchinson i Robert MacArthur. Els models de font-embornal descriuen un marc en el qual la dispersió i l'heterogeneïtat ambiental interaccionen per determinar l'abundància i composició local i regional. Aquest marc es deriva de l'ecologia de metapoblacions que descriu les dinàmiques de font-embornal al nivell de la població. Finalment, la perspectiva neutra descriu un marc on les espècies són essencialment equivalents en les seues habilitats competitives i dispersives, i la composició i l'abundància local i regional són determinades principalment per processos d'estocasticitat demogràfica i limitació dispersiva. La perspectiva neutra es va popularitzar recentment per Stephen Hubbell gràcies a la seua teoria neutra unificada de la biodiversitat.